# Little Norway, Wisconsin

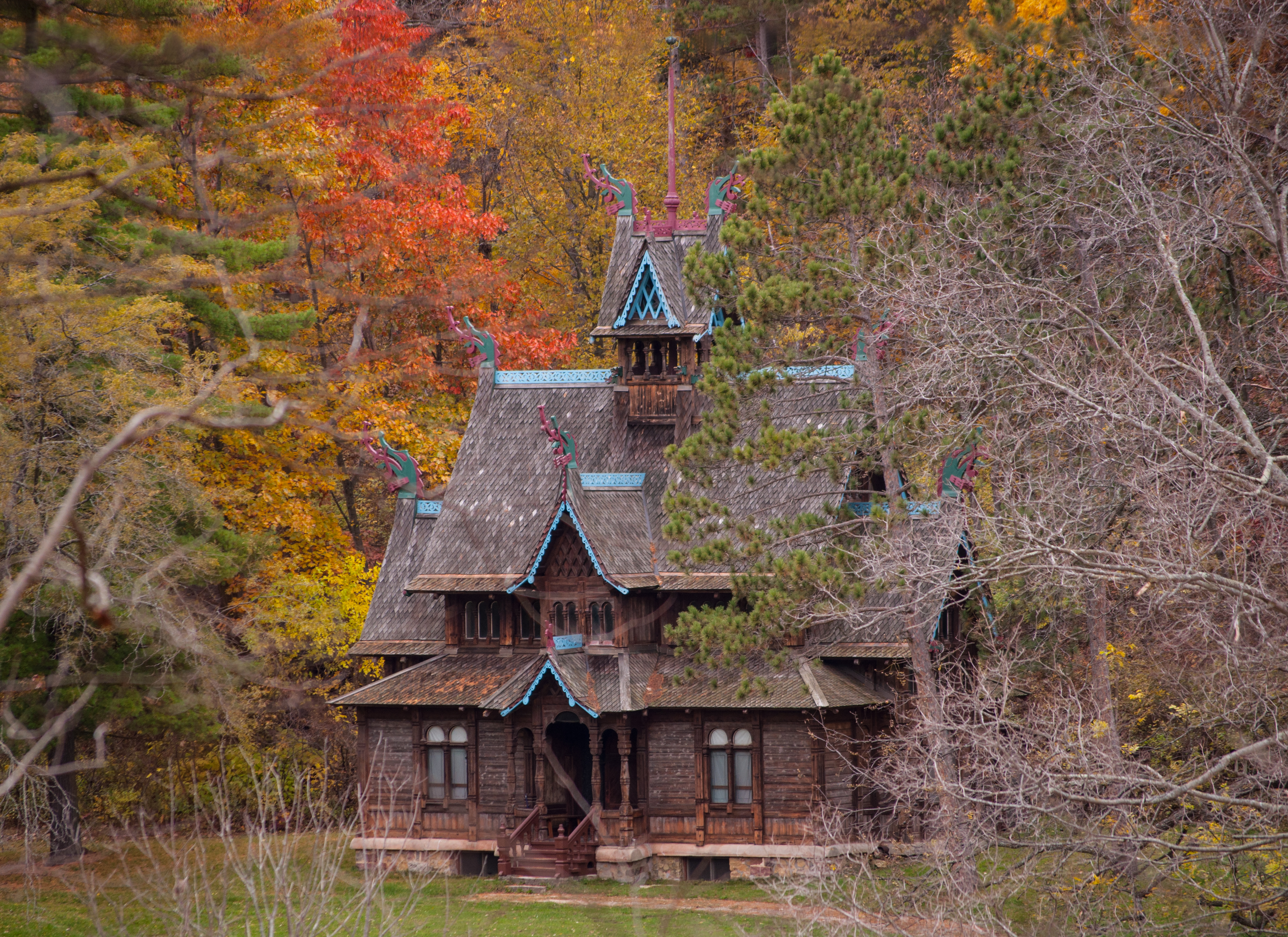
Norway Building, byggnad i norsk drakestil.

Little Norway var ett amerikanskt friluftsmuseum som visade delar av ett norskt bondesamhälle i Blue Mounds i delstaten Wisconsin, USA. Det stängde i slutet av 2012 av ekonomiska skäl.
Little Norway bestod av en fullständigt restaurerad bondgård från 1800-talets mitt och en byggnad i norsk drakestil. Little Norway är listat i det amerikanska registret National Register of Historic Places.

## Historia

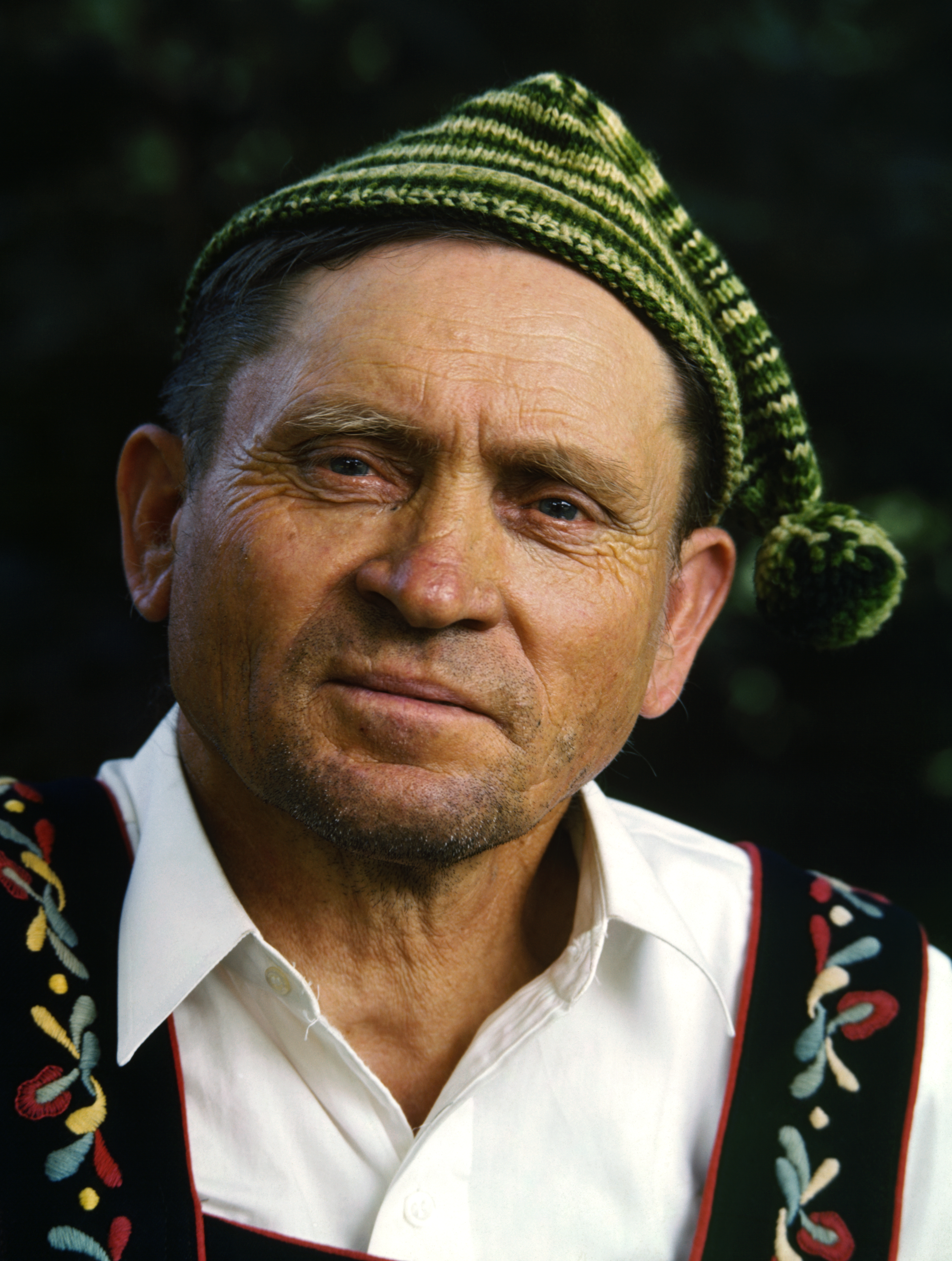
Guide vid Little Norway (1942), restaurerad färgbild.

Little Norway grundade sig på Osten Olson Haugens bondgård. Haugen var en immigrant från Telemark som slog sig ned på en 40 acres stor farm på 1850-talet. Han byggde huvudbyggnaden och flera andra byggnader av virke som han tog från ägorna och hans familj brukade gården fram till 1920.
Tidigt på 1930-talet köpte affärsmannen Isak Dahle från Chicago gården. Han hade varit på besök i Norge och inspirerades av de gamla norska byggnaderna och sina barndomsminnen från Wisconsin. Han gav gården namnet Little Norway.
Den mest berömda sevärdheten i Little Norway var stavkyrkan Norway Building. Det är en replik av en norsk stavkyrka från 1200-talet som byggdes till norska paviljongen på världsutställningen i Chicago 1893. Den byggdes i Trondheim, monterades ned och fraktades till Chicago. Efter utställningen flyttades den till Lake Geneva i Wisconsin där Isak Dahle köpte den 1935.
Efter nedläggningen av museet   köptes stavkyrkan tillbaka till Norge. Den demonterades 2015 och byggdes upp igen i Orkanger två år senare. Byggnaden, som kallas Thamspaviljongen, återställdes till sitt ursprungliga utseende av frivilliga krafter.